# خوسيه مانويل خورادو

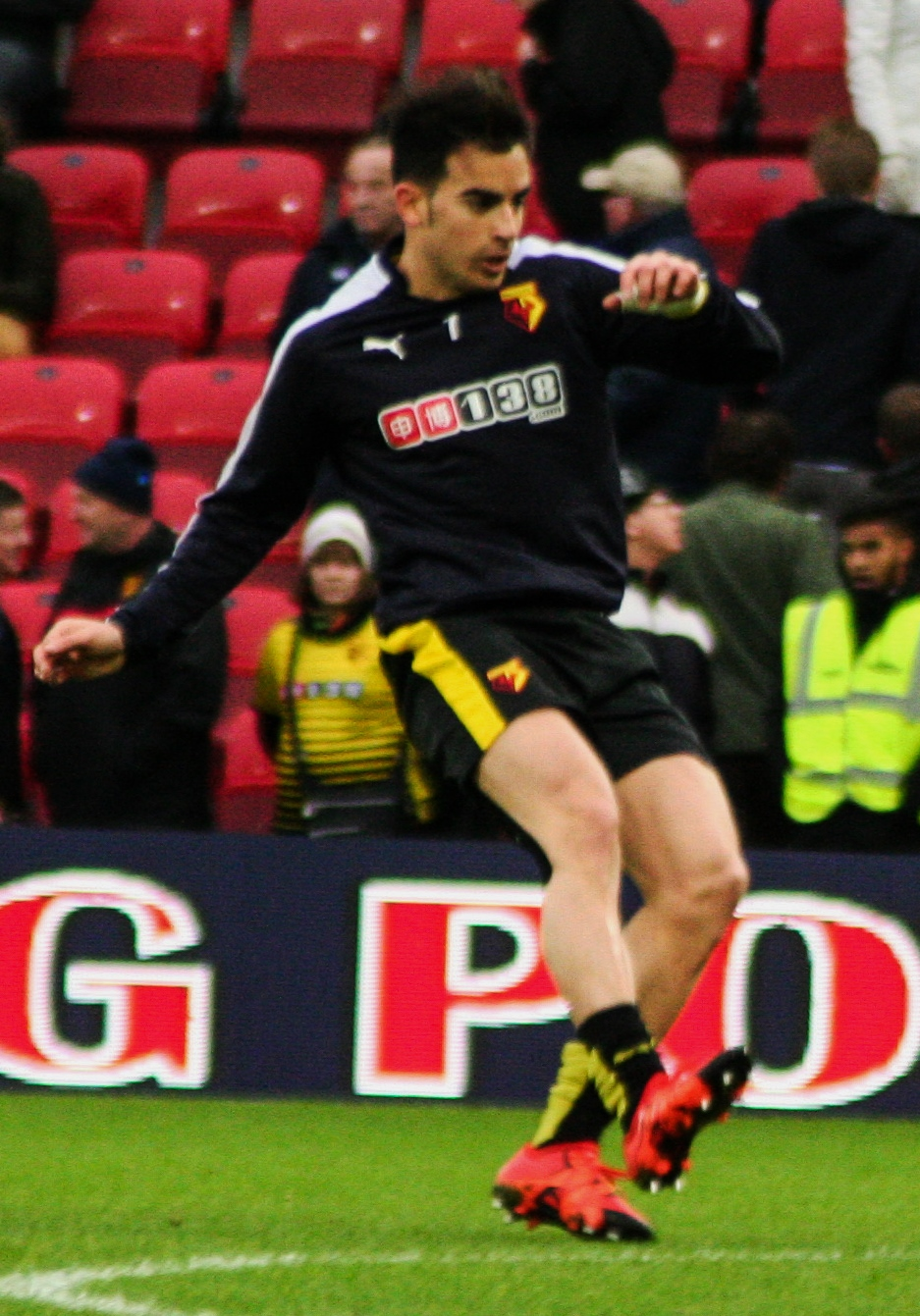

خوسيه مانويل خورادو مارين (بالإسبانية: José Manuel Jurado)‏، من مواليد 6 مايو 1986 في سانلوكار دي باراميدا في إسبانيا، لاعب كرة قدم إسباني .
بدأ مسيرته الكروية مع نادي ريال مدريد في موسم 2005/2006، ولعب معهم 3 مباريات، ومنذ عام 2006 وهو لعب مع نادي أتلتيكو مدريد. و نادي واتفورد الإنجليزي ونادي اسبانيول و النادي الأهلي السعودي .

## روابط خارجية
- خوسيه مانويل خورادو على موقع الاتحاد الدولي (مؤرشف)  (الإنجليزية)
- خوسيه مانويل خورادو على موقع الاتحاد الأوربي (الإنجليزية)
- خوسيه مانويل خورادو على موقع قاعدة بيانات كرة القدم.إي يو (الإنجليزية)
- خوسيه مانويل خورادو على موقع بيانات كرة القدم. دي إي (الألمانية)
- خوسيه مانويل خورادو على موقع Soccerbase.com (لاعب) (الإنجليزية)
- خوسيه مانويل خورادو على موقع Soccerway.com (الإنجليزية)
- خوسيه مانويل خورادو على موقع عالم كرة القدم.نت (الإنجليزية)
- خوسيه مانويل خورادو على موقع كووورة
- خوسيه مانويل خورادو على موقع AS.com (الإسبانية)